# Csillagtestszámok

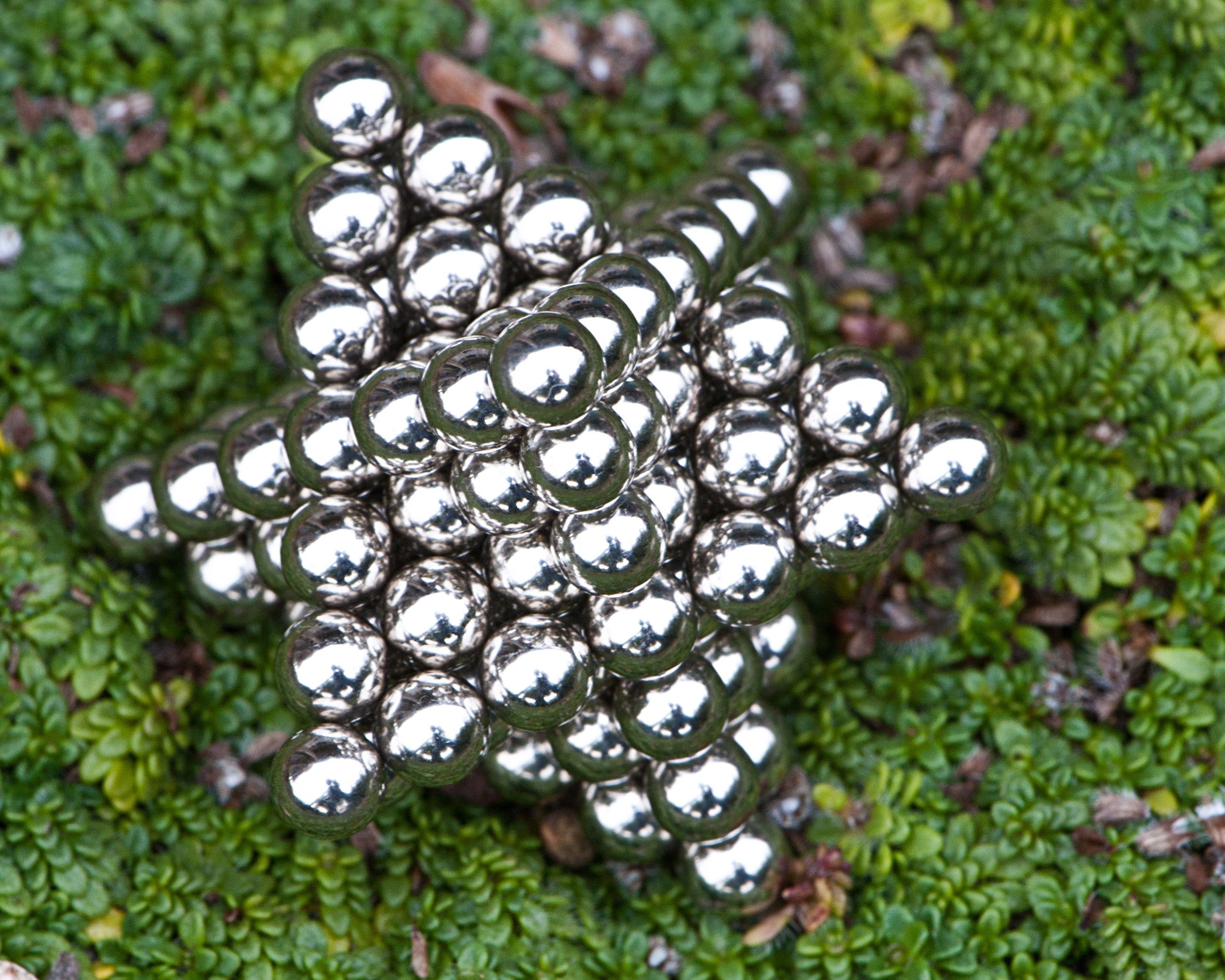
Csillagtest formába pakolt 124 mágneses golyóbis

A számelméletben a csillagoktaéder-számok vagy csillagtestszámok olyan poliéderszámok, illetve figurális számok, melyek a sűrűn pakolt gömbökből összeálló csillagtestekben (Stella octangula) részt vevő gömbök számát reprezentálják. Az n-edik csillagtestszám {\displaystyle St_{n}} a következő képlettel állítható elő:
{\displaystyle St_{n}=n(2n^{2}-1).}
Az első néhány csillagtestszám: 
1, 14, 51, 124, 245, 426, 679, 1016, 1449, 1990, 2651, 3444, 4381, 5474, 6735, 8176, 9809, 11646, 13699, 15980, 18501, 21274, 24311, 27624, 31225, 35126, 39339, 43876, 48749, 53970, 59551, 65504, 71841, 78574, 85715, 93276, 101269, 109706, 118599, 127960… (A007588 sorozat az OEIS-ben)

## Kapcsolat más figurális számokkal
Ha {\displaystyle O_{n}} az n-edik oktaéderszám és {\displaystyle Te_{n}} az n-edik tetraéderszám, akkor
{\displaystyle St_{n}=O_{n}+8Te_{n-1}.}

## Tulajdonságai, alkalmazásai
A csillagtestszámok generátorfüggvénye:
{\displaystyle {\frac {z(z^{2}+10z+1)}{(z-1)^{4}}}.}

## Ljunggren egyenlete
Csak két olyan pozitív csillagtestszám létezik, ami egyben négyzetszám is, ezek az 1 és a 9653449 = 31072 = (13 · 239)2, amik az n = 1 és n = 169 esetnek felelnek meg. A négyzetes csillagtestszámokat leíró elliptikus görbét,
{\displaystyle m^{2}=n(2n^{2}-1)}
a vele ekvivalens Weierstrass-alakba helyezve:
{\displaystyle x^{2}=y^{3}-2y}
a következő változócseréket hajtjuk végre: x = 2m, y = 2n. Mivel az m2 két tényezője, n és 2n2 − 1 relatív prímek, ezért külön-külön is négyzetszámoknak kell lenniük, a változók egy második cseréjével, {\displaystyle X=m/{\sqrt {n}}} és {\displaystyle Y={\sqrt {n}}} pedig a következő Ljunggren-egyenlethez jutunk:
{\displaystyle X^{2}=2Y^{4}-1.}
Siegel egy tétele kimondja, hogy minden elliptikus görbének csak véges számú egész megoldása lehet, Wilhelm Ljunggren (1942) pedig talált egy bonyolult bizonyítást arra, hogy az előbbi egyenlet egész gyökei éppen (1,1) és (239,13), amik a két négyzetes csillagtestszámnak felelnek meg. Louis J. Mordell megsejtette, hogy a bizonyítás leegyszerűsíthető, és valóban, később több szerző is sikeresen leegyszerűsítette azt.